# Ignacio García Vidal
Ignacio García Vidal (Cocentaina, Alicante, 1979) is een hedendaags Spaans componist, musicoloog, muziekhistoricus, communicatiewetenschapper, dirigent en musicus.

## Levensloop
García Vidal studeerde musicologie en muziekgeschiedenis aan de Universidad de Salamanca. Verder studeerde hij communicatiewetenschappen aan de Universidad Pontificia de Salamanca. Eveneens heeft hij voor pedagogiek gehabiliteerd aan de Universidad de Salamanca. Ook heeft hij fluit, piano, harmonie en compositie bij verschillende leraren gestudeerd.
Hij deed verschillende studies voor orkestdirectie. Eerst bij Enrique García Asensio, daarna aan de Internationale academie voor voortgezette orkestdirectie in Sint-Petersburg, Rusland, bij Piotr Gribanov, Sian Edwards, Adrian Gnam en Leonid Korchmar. Hij nam ook deel aan de Meisterkurse für Musik am Konservatorium Wenen, Oostenrijk bij Salvador Mas Conde en aan de International Master Courses in Orchestra Conducting te Pärnu, Estland, bij Neeme Järvi, Alexander Djmitriev, Jorma Panula en Paavo Järvi. Als gastdirigent was hij al in Portugal, Duitsland, Uruguay, Rusland en in Spanje werkzaam. Van 1997 tot april 2011 was hij chef-dirigent van het Joven Orquesta Sinfónica Ciudad de Salamanca.
Als componist schrijft García Vidal vooral voor banda's, maar ook symfonische werken, werken voor kamermuziek en audiovisuele media.

## Composities

### Werken voor orkest
- 1999 Suspiro Sinfónico
- 2003 Concierto, voor altviool, cello en strijkorkest

### Werken voor banda (harmonieorkest)
- 1996 Carpe Diem, marcha mora
- 1997 Marah, marcha cristiana
- 1998 Carmina Burana, Càntics i dances de la Bandera Kàbila, voor gemengd koor en banda (harmonieorkest)
- 1999 Izar, marcha mora
- 2000 Concierto en Re menor, voor bastrombone en banda (harmonieorkest)
- 2000 Rèquiem per l'Imperi Soterrat, marcha cristiana
- 2001 Juanjo Casquet, paso-doble dianer
- 2001 Viktória, marcha cristiana
- 2001 Boleriana, ballet naar de Bolero van Maurice Ravel, 2001.
- 2002 Kabil'Cap 2002, ouverture
- 2003 Quatre Borts, paso-doble dianer
- 2006 Lucía, marcha cristiana
- 2006 Fiel Mireno, Pasodoble para la Comparsa de Mirenos de Caudete con motivo de su I Centenario

### Vocale muziek
- 1996 himno "Gran Siervo del Señor", voor koperensemble en gemengd koor
- 1996 Llamadas de un presagio, voor koperensemble en gemengd koor
- 1999 Ave María, voor sopraan en orgel

### Kamermuziek
- 1994 Flor de nit, voor blazerskwintet
- 1995 Poulenc, voor klarinetkwintet en piano
- 1995 Golden Brass, voor koperkwintet
- 1996 Edon, voor klarinetkwartet
- 1996 Thunder's night song, voor koperkwintet
- 1997 Notte, mare et stellas, voor cello en piano
- 1998 Dúo en Sol M, voor twee dwarsfluiten
- 2001 Arrels, voor blazerskwintet
- 2003 Tres poemas, voor strijkkwartet en harp